# Траллес (лунный кратер)
Кратер Траллес (лат. Tralles) — крупный ударный кратер в северном полушарии видимой стороне Луны. Название присвоено в честь немецкого физика Иоганна Георга Траллеса (1763—1822) и утверждено Международным астрономическим союзом в 1935 г. Образование кратера относится к позднеимбрийскому периоду.

## Описание кратера
Кратер Траллес перекрывает западную-северо-западную оконечность вала кратера Клеомед. Другими ближайшими соседями кратера Траллес являются кратер Дебес на северо-западе и кратер Буркхардт на северо-востоке. На юге-юго-востоке от кратера располагается Море Кризисов. Селенографические координаты центра кратера 28°19′ с. ш. 52°51′ в. д. / 28,32° с. ш. 52,85° в. д., диаметр 44,2 км, глубина 3040 м.
Кратер Траллес имеет полигональную форму и возможно образован слиянием трех кратеров (один в южной части, второй в северо-восточной, третий в северо-западной). Вал несколько сглажен, но сохранил достаточно четкие очертания, юго-восточный участок вала в месте примыкания кратера Клеомед двойной. Внутренний склон вала террасовидной структуры. Высота вала над окружающей местностью достигает 1060 м, объём кратера составляет приблизительно 1400 км³. Дно чаши пересеченное, вокруг центра чаши расположено кольцо отдельно стоящих пиков и коротких радиальных хребтов.
Кратер включен в список кратеров с яркой системой лучей Ассоциации лунной и планетарной астрономии (ALPO).

## Сателлитные кратеры
| Траллес | Координаты                                            | Диаметр, км |
| ------- | ----------------------------------------------------- | ----------- |
| A       | 27°25′ с. ш. 47°02′ в. д. / 27,42° с. ш. 47,03° в. д. | 17,2        |
| B       | 27°16′ с. ш. 50°40′ в. д. / 27,26° с. ш. 50,66° в. д. | 11,2        |
| C       | 27°48′ с. ш. 49°24′ в. д. / 27,8° с. ш. 49,4° в. д.   | 7,3         |